# Konsumgaststätte

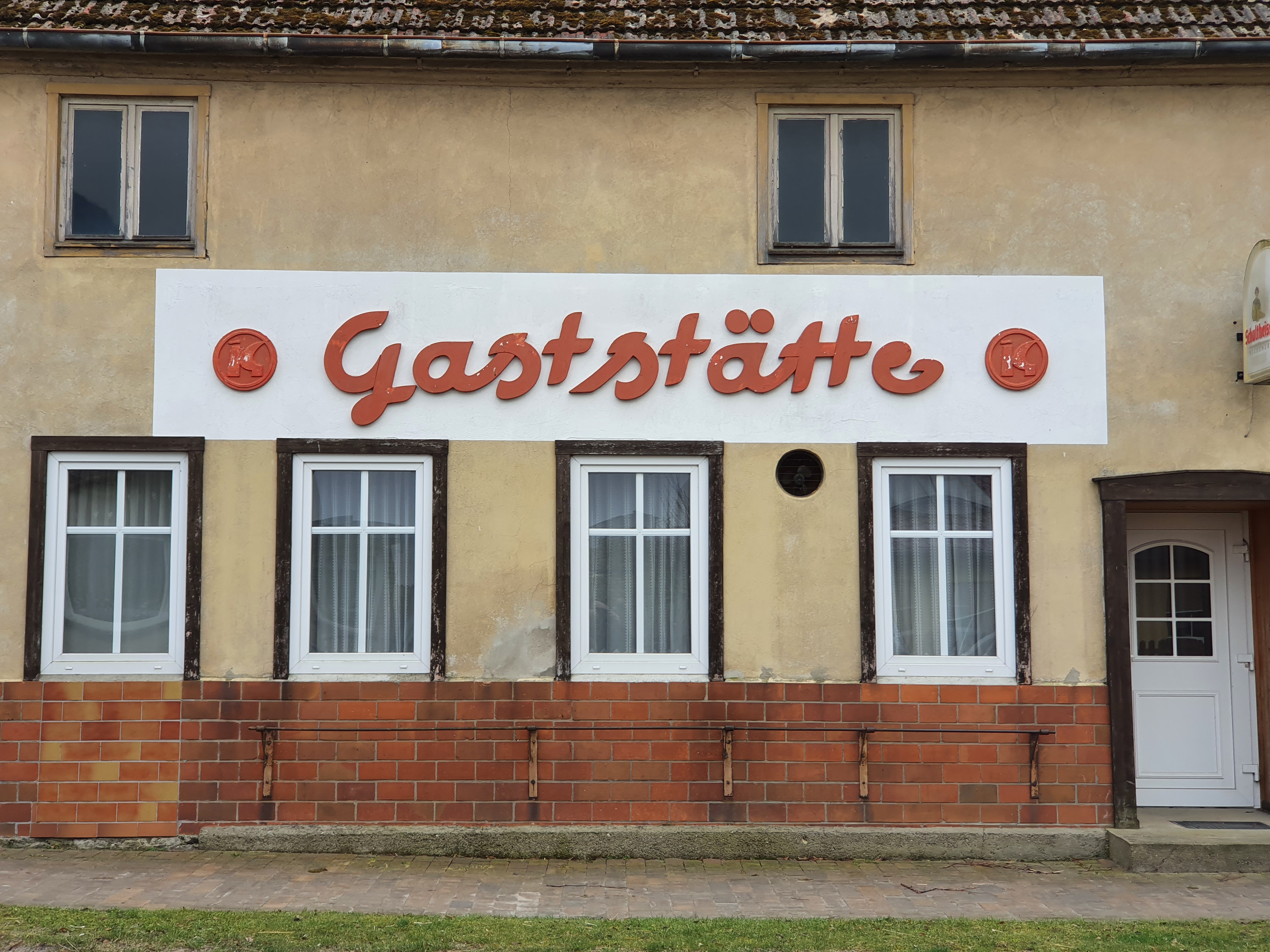
De voormalige Konsumgaststätte in Ruhlsdorf, gemeente Marienwerder

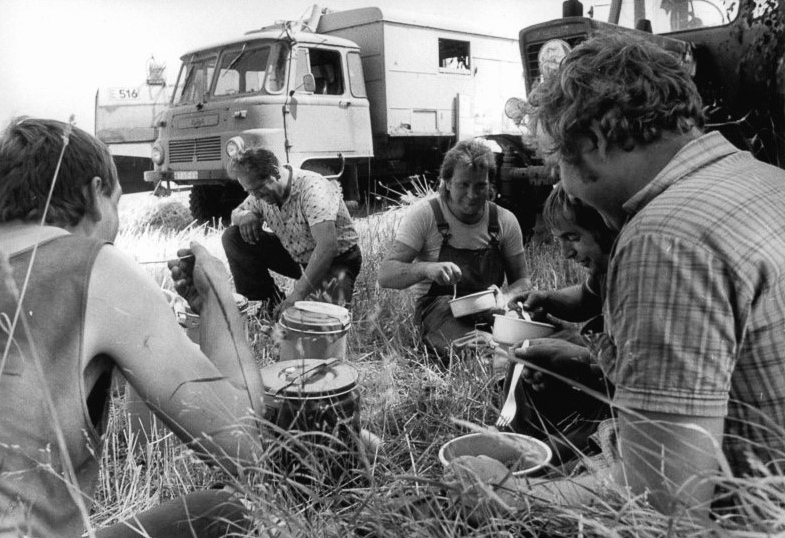
De Konsumgaststätte in Rastow verzorgde de lunch en de drankjes voor de leden van de LPG "Karl Marx" in Sülstorf in 1986.

Konsumgaststätte was de naam van bepaalde restaurants in de Duitse Democratische Republiek. Zij werden beheerd door de consumentencoöperaties in de DDR en stonden onder staatscontrole. Sommige van de restaurants werden ook verhuurd aan particuliere verhuurders als zogenaamde "commissie-restaurants". 
De meeste Konsumgaststätten zijn na 1990 verdwenen of geprivatiseerd, maar Zentralkonsum, de vereniging van Oost-Duitse consumentencoöperaties, beheert nog steeds twee restaurants met hotelactiviteiten in Weimar en Oberhof.